# Пелненс, Вилнис
Вилнис Пелненс (латыш. Vilnis Pelnēns, в советский период Вилнис Микелевич Пелненс; 18 февраля 1944, Лиепая — 24 ноября 2006) — латвийский гобоист и музыкальный педагог. Заслуженный артист Латвийской ССР (1978).
Окончил Лиепайскую музыкальную школу по классу гобоя Павла Корсака и Латвийскую государственную консерваторию (1969) по классу Ивана Краснопёрова. С 1968 г. играл в составе Латвийского государственного симфонического оркестра, в 1969—2004 гг. концертмейстер гобоев. С 1973 г. играл также в составе духового квинтета оркестра.
Записал для фирмы «Мелодия» концерт для гобоя и струнных Op. 8 No. 9 Антонио Вивальди (1978, дирижёр Александр Вилюманис), Два наброска для гобоя соло и Концерт для двух гобоев и струнных (вместе с Улдисом Урбансом) Петериса Плакидиса. Работа Пелненса и Урбанса с музыкой Плакидиса стала заметным событием в латвийской музыкальной жизни. Ряд сочинений для духового квинтета, записанных с участием Пелненса, вошёл в состав альбома «Музыка латвийских композиторов для духовых инструментов» (англ. Music for winds by Latvian composers; 2008).
Наряду с Урбансом Пелненс был крупнейшим гобоистом Латвии. Он также преподавал в Музыкальной школе имени Эмиля Дарзиня и в Латвийской государственной консерватории, среди его учеников был Нормундс Шне.